# 長吻無鬚魮
長吻無鬚魮（学名：Puntius dorsalis）為輻鰭魚綱鯉形目鯉科的其中一個種。

## 分布
本魚分布於印度和斯里蘭卡的溪流，湖泊中。

## 特徵
本魚魚體成對稱狀，通常比大多數的種類更細長。顏色從青銅色至粉紅色之間變化，背鰭基部附近呈棕綠色，並逐漸變淡至腹部呈銀白色，每塊鱗片前端有清晰的黑點。體長可達25公分。

## 生態
本魚棲息在溪流、水塘或湖中，屬雜食性，以藻類和生物碎屑為食。對於控制麥地那蟲生長非常有用。

## 經濟利用
可食用，但大都做觀賞魚，飼養時，需要有效淨化水質的過濾系統，以除去懸浮的排泄物。